# 幸運兒 (繪本)
《幸運兒》是臺灣繪本作家幾米於2003年所出版的繪本作品，語言出版包含繁體中文、簡體中文、日文、法文、泰文、西班牙。《幸運兒》故事描述主角(董事長)從小就是個幸運兒，主角(董事長)輕易擁有一切，人人喜愛主角(董事長)，且讓世人稱羨，但更讓人受不了的是，適逢911攻擊事件，上蒼忽然賜給他一個神祕禮物，然而獲得禮物的背後究竟是祝福还是不幸？到底甚麼才是幸運兒呢？ 
《幸運兒》靈感來自幾米自身作品1998年1月出版的《微笑的魚》，因為已創作了會微笑的魚兒，何不畫ㄧ本「悲傷的鳥」？再從「悲傷的鳥」逐漸轉換成「悲傷的鳥人」，最後變成了《幸運兒》的故事架構。幾米第一次以先將整個故事大綱及文字調整完成後，再進行繪圖的方式創作，於2001年發想至2002年才完成底稿，因這次作品花費較長的時間，使幾米深刻體會藝術創作的不易，故想獻給另外一位持續創作且欣賞幾米繪本的創作者，於故事的最後「獻給　林懷民」。其繪本插圖含有大量鳥瞰的視角，處處隱含了幾米於作品成名後，面對周遭環境改變的不安的心境，為幾米第一本結局哀傷的繪本。

## 衍生作品
幾米《幸運兒》為繼《地下鐵》後的第二場以幾米繪本改編的音樂劇，故事設定以原著《幸運兒》為基礎，再加入《微笑的魚》部分內容平行發展，由黎煥雄導演，陳建騏統籌音樂
，黎煥雄與夏宇聯合編劇，並楊乃文、光良、趙文瑄等多名音樂人進行演出，於2005年9月2日至2005年9月10日台北國家戲劇院上演。
《幸運兒》為幾米音樂劇原聲帶完全收錄楊乃文、光良、趙文瑄久違的劇場歌聲，其中特別收錄蘇打綠樂團主唱吳青峰〈雨中的操場〉DEMO版。

## 相關書籍
1. 幾米《幸運兒》，大塊文化出版，國際標準書號：ISBN 9867975731
2. 幾米《微笑的魚》，大塊文化出版，國際標準書號：ISBN 9867600142
3. 幾米《地下鐵》，大塊文化出版，國際標準書號：ISBN 9570316519

## 外部連結
- 幾米品牌官方網站 （页面存档备份，存于）
- 幾米官方的Instagram帳號